# Lazzaro Pasini
Lazzaro Pasini (Reggio nell'Emilia, 28 settembre 1861 – Milano, 29 aprile 1949) è stato un pittore italiano.

## Biografia
Allievo dell'incisore Romualdo Belloli a Reggio Emilia, si trasferisce a Firenze dove frequenta l'Accademia di Belle Arti grazie ad una borsa di studio. Frequenta lo studio di Giovanni Fattori e, attratto dalla pittura di macchia, si dedica all'esecuzione di paesaggi della campagna toscana studiati dal vero. 
Nel 1884 al suo esordio all'Esposizione Nazionale di Torino si distingue con una scena di genere di ispirazione sociale. Questi temi diverranno una costante della sua produzione in seguito al suo trasferimento a Milano, nel 1886, dove entra a contatto con gli esponenti del naturalismo lombardo. Agli inizi del secolo si accosta alla tecnica a colori divisi per raggiungere effetti di acceso luminismo in opere di intonazione religiosa e nell'esecuzione delle prime vedute lombarde, riportando la medaglia d'oro del ministero della Pubblica Istruzione nel 1918. Nella sua produzione matura si dedica soprattutto all'esecuzione di paesaggi, ripiegando verso un linguaggio naturalista di gusto tardottocentesco.
Massone, è stato iniziato il 2 novembre 1920 nella Loggia La Ragione di Milano. È stato sepolto al Cimitero Maggiore di Milano, ove i suoi resti sono stati poi collocati in una celletta.